# Cheilanthes purpusii
Cheilanthes purpusii là một loài thực vật có mạch trong họ Adiantaceae. Loài này được T. Reeves miêu tả khoa học đầu tiên năm 1982.